# Incident de Manises
 (décembre 2022).
Si vous disposez d'ouvrages ou d'articles de référence ou si vous connaissez des sites web de qualité traitant du thème abordé ici, merci de compléter l'article en donnant les références utiles à sa vérifiabilité et en les liant à la section « Notes et références ».
L'Incident de Manises s'est produit le 11 novembre 1979, obligeant un vol commercial, pour la première fois dans l'histoire aérienne, à procéder à un atterrissage d'urgence, à cause d'un objet volant non identifié, sur l'aéroport de Manises près de Valence, en Espagne.

## Récit
Un avion  Supercaravelle de la TAE  (Trabajos Aereos y Enlaces), ancienne compagnie aérienne espagnole, a été le premier avion impliqué. Le vol JK-297  avait décollé de Salzbourg (Autriche) avec 109 passagers et avait fait une escale sur l'île de Majorque pour remplir ses réservoirs avant de poursuivre son vol vers Las Palmas.
À mi chemin, vers 23 heures, le pilote Francisco Javier Lerdo de Tejada et son équipage ont observé une série de lumières rouges qui se rapprochaient de l'avion. Ces lumières paraissaient se rapprocher dangereusement, ce qui a inquiété l'équipage. Le capitaine a sollicité le contrôle aérien mais ni le radar militaire de Torrejón de Ardoz (Madrid) ni le centre de contrôle de Barcelone ne pouvaient fournir la moindre information sur ce phénomène.
Pour éviter une éventuelle collision, le capitaine a changé son altitude. Les lumières ont suivi cette nouvelle trajectoire, à un kilomètre environ, en violation des règles élémentaires de sécurité aérienne. Le capitaine a alors décidé de procéder à un atterrissage d'urgence sur l'aéroport de Manises. Pour la première fois dans l'histoire aérienne, un avion commercial était obligé d'atterrir à cause d'un objet volant non identifié.
L'équipage a remarqué que les lumières ont abandonné la poursuite juste avant l'atterrissage. Trois signaux ont été alors détectés par le radar, chacun ayant un diamètre estimé à 200 mètres. Les objets ont été vus par plusieurs témoins. Un des ovnis est passé très près de la piste d'atterrissage et un éclairage d'urgence a été allumé par l'équipage pensant qu'il pouvait s'agir d'un vol non enregistré en difficulté.
Les tentatives de communication avec ces ovnis étant restées sans réponse, un Mirage F1 a décollé de l'aéroport de Los Llanos (Albacete). Le pilote, Fernando Cámara, capitaine de l'armée de l'air espagnole, a dû augmenter sa vitesse jusqu'à mach 1,4  pour pouvoir établir un contact visuel avec ce qui semblait être un cône tronqué qui dispensait une couleur changeante. L'objet a rapidement disparu du champ visuel. Le pilote a été informé d'un nouvel écho radar qui indiquait un autre ovni près de Sagonte (Province de Valence).
Quand le pilote s'est approché de ce nouvel objet, celui-ci a accéléré et disparu à nouveau. Cette fois cependant, l'ovni a semblé répondre et les systèmes de vol électronique du mirage ont été bloqués. Après une troisième tentative de contact, l'ovni a disparu, en direction de l'Afrique. Après une heure et demie de poursuite, le pilote a du retourner à la base, faute de carburant.

## Explications
Le retentissement de l'incident est parvenu jusqu'au Parlement espagnol. En septembre 1980, Enrique Múgica Herzog a demandé des explications : l'incident a été alors officiellement attribué à une série d'illusions d'optique.
Déclassifié, le rapport officiel produit par l'armée de l'air en août 1994, établit que les deux pilotes ont pu être trompés par des « flashs émis par le complexe d'industrie chimique » (à plus de 100 kilomètres de Manises) et par « des étoiles et planètes ».
À l'occasion du vingtième anniversaire de l'observation, la Fondation espagnole des anomalies (www.anomalia.org) a présenté à la presse un rapport détaillé rédigé par l'ingénieur M. Juan A. Fernández Peris de Valence, qui clôt définitivement cette affaire. Après une enquête scientifique minutieuse de près de deux décennies, l'incident de l'ovni de Manises a été résolu. La paralysie des instruments de bord du Mirage F1 s'expliquerait  par le fait que la Sixième flotte des États-Unis, stationnée à proximité, faisait usage de puissants appareils de guerre électronique en attendant l'évolution de la Crise des otages américains en Iran.